# La Farge
La Farge – wieś w Stanach Zjednoczonych, w stanie Wisconsin, w hrabstwie Vernon.